# Hydriomena macdunnoughi
Hydriomena macdunnoughi là một loài bướm đêm trong họ Geometridae.